# Cantonul Saint-Aignan
Cantonul Saint-Aignan este un canton din arondismentul Romorantin-Lanthenay, departamentul Loir-et-Cher, regiunea Centru, Franța.

## Comune
- Châteauvieux
- Châtillon-sur-Cher
- Chémery
- Choussy
- Couddes
- Couffy
- Mareuil-sur-Cher
- Méhers
- Meusnes
- Noyers-sur-Cher
- Pouillé
- Saint-Aignan (reședință)
- Saint-Romain-sur-Cher
- Seigy
- Thésée